# Tub pneumàtic

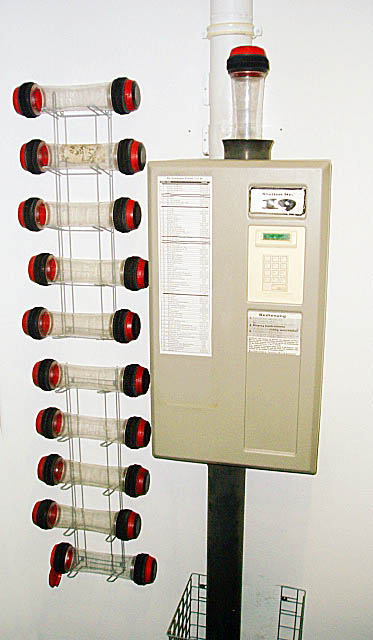
Una moderna terminal de tubs pneumàtics usada en fàbriques, supermercats i instal·lacions mèdiques.

Els tubs pneumàtics (o canonades de càpsules i tubs de Lamson) són sistemes que empren contenidors cilíndrics que són propulsats a través d'una xarxa de tubs per mitjà d'aire comprimit o per mitjà del buit. Són usats per transportar objectes sòlids, al contrari de les canonades comunes, que transporten gasos o fluids.
Les xarxes de tubs pneumàtics van guanyar gran prominència al pas del segle xix al xx en negocis o administracions que necessitaven transportar paquets petits amb urgència (com correu o diners) a través de distàncies relativament curtes (dins d'un edifici o, a tot estirar, una ciutat). Alguns d'aquests sistemes van créixer fins a aconseguir gran complexitat, però van ser reemplaçats per mètodes més moderns de comunicació i transport de missatgeria, i són ara molt més rars que abans. Un petit nombre de sistemes de transport pneumàtic van ser construïts per a grans càrregues, per competir amb sistemes ferroviaris i subterranis.

## Servei postal

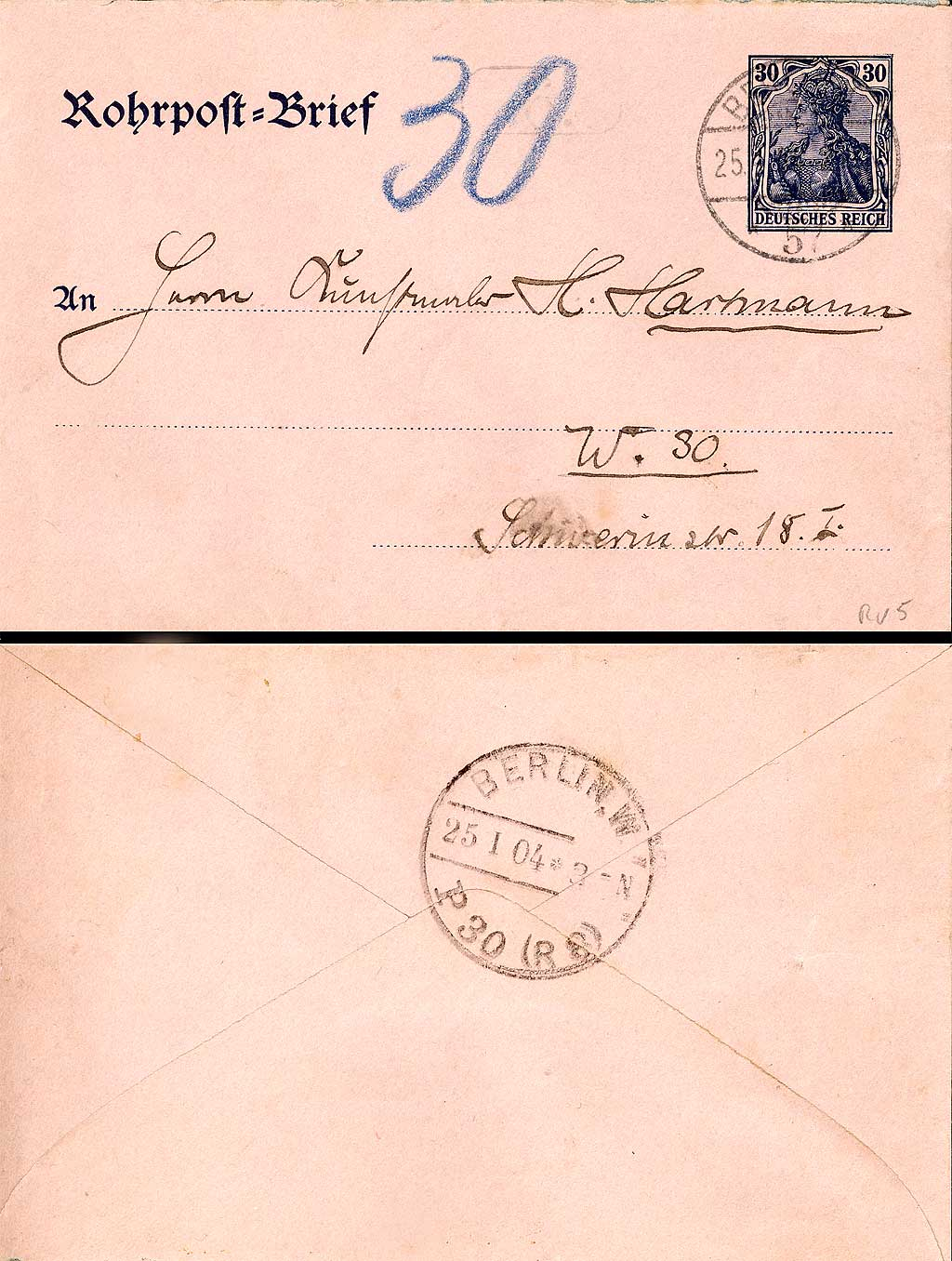
Carta enviada per tubs pneumàtics des de Berlin, Alemanya, 1902.

El correu pneumàtic és un sistema per enviar cartes per tubs d'aire pressuritzat. Va ser inventat per l'enginyer escocès William Murdoch en la primera dècada del segle xix i més tard desenvolupat per la London Pneumatic Dispatch Company. Els sistemes de correu pneumàtic van ser usats en diverses grans ciutats a partir de la segona meitat del segle xix (incloent-hi un poderós sistema a Londres el 1866 dissenyat per transportar humans), però van ser abandonats durant el segle xx.
També es va especular que un sistema de tubs podria portar correu a qualsevol llar als EUA. Una àmplia xarxa de tubs va estar en servei a París fins al 1984, quan finalment va ser abandonada a favor de les computadores i les màquines de fax. A Praga, a la República Txeca, una xarxa de tubs que té aproximadament 60 quilòmetres de llarg seguia existint per a enviaments de paquets per correu. Arran de les inundacions europees de 2002, el sistema de Praga va patir danys, i les operacions van ser suspeses de forma indefinida.
Les estacions de correu pneumàtic usualment connectaven oficines de correu, borses de valors, bancs i ministeris. Itàlia va ser l'únic país en posar en circulació segells (entre 1913 i 1966) específicament per a correu pneumàtic. Àustria, França, i Alemanya van posar en circulació papereria específica per a ús pneumàtic.
Les aplicacions típiques actuals es troben als bancs i hospitals. Molts dels grans detallistes utilitzen tubs pneumàtics per al transport de xecs o altres documents des dels caixers a l'oficina de comptabilitat. Un sistema pot enviar objectes a una velocitat de 10 metres per segon.

### Ús històric
- 1853: vinculant la Borsa de Londres fins a l'estació de telègrafs de la ciutat (una distància de 220 iardes).
- 1865: a Berlín (fins a 1976), el Rohrpost, un sistema de 400 quilòmetres de llarg en total al punt màxim el 1940.
- 1866: a París (fins a 1984, 467 quilòmetres de llarg en total des de 1934).
- 1875: a Viena (fins a 1956).
- 1887: a Praga (fins a 2002 a causa de la inundació), el correu pneumàtic de Praga.[3]
- 1897: a la Ciutat de Nova York (fins a 1953).

## Per a transport públic
El Transport Pneumàtic en general es refereix al transport de gent dins de tubs pneumàtics. En 1812, George Medhurst va proposar per primera vegada, però mai va aplicar, la idea de "bufar" vehicles de passatgers a través d'un túnel.
Els trens atmosfèrics, en els quals un tub va ser col·locat entre els carrils, amb un pistó corrent en suspensió del tren a través d'una ranura de tancament hermètic en la part superior del tub, van ser operats de la següent manera:
- 1844-54: El tren atmosfèric de Dalkey de la ferroviària de Dublín i Kingstown, entre Kingstown (Dún Laoghaire) i Dalkey, Irlanda (2,8 km)
- 1846-47: El tren de Londres i Croydon entre Croydon i New Cross, Londres, Anglaterra (12,1 km)
- 1847-48: El tren de South Devon de Isambard Kingdom Brunel entre Exeter i Newton Abbot, Anglaterra (32,2 km)
- 1847-60: El tren de París-Saint-Germain entre Bois de Vésinet i Saint-Germain-en-Laye, França (32,2 km)

En 1861, la Pneumatic Despatch Company va construir un sistema prou gran com per moure una persona, tot i que la intenció inicial era el transport de paquets. El 10 d'octubre de 1865, a la inauguració de la nova estació de Holborn, el Duc de Buckingham, el president i alguns dels directors de la companyia van ser impulsats a través del tub fins a Euston (un viatge de cinc minuts).
El tren pneumàtic de Crystal Palace amb 550 metres de vies va ser exhibit en The Crystal Palace el 1864. Es tractava d'un prototip per a un projecte de ferrocarril pneumàtic a Whitehall que hauria passat sota el riu Tàmesi que uneix Waterloo i Charing Cross. L'excavació va començar el 1865, però va ser suspesa el 1868 a causa de problemes financers.

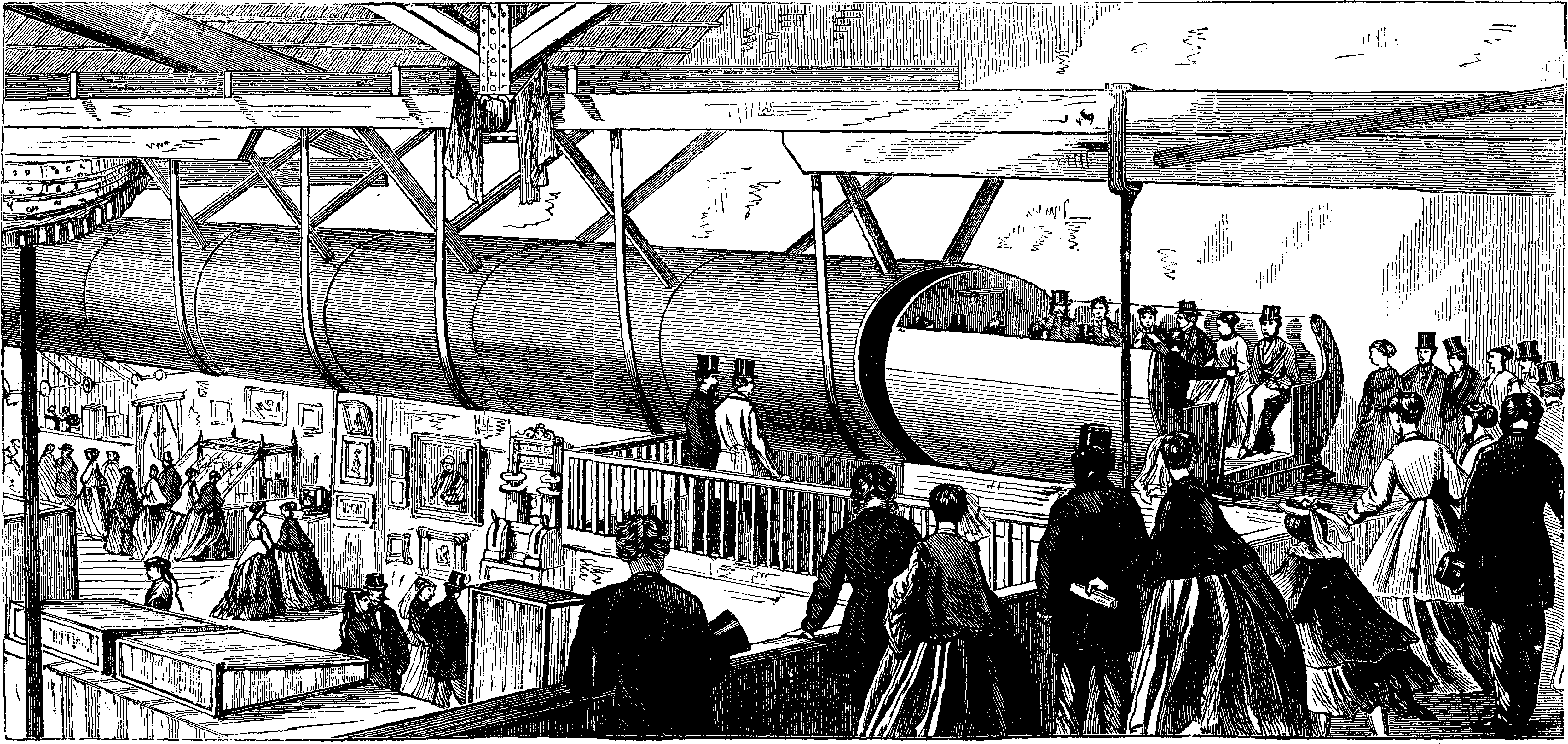
Metre elevat pneumàtic experimental d'Alfred Ely Beach en funcionament el 1867.

L'any 1867 a l'American Institute Fair a Nova York, Alfred Ely Beach va exposar una canonada de 32,6 metres de llarg i 1,8 metres de diàmetre que era capaç de moure 12 passatgers juntament amb un conductor. El 1869, la Beach Pneumatic Transit Company de Nova York va construir en secret una línia subterrània pneumàtica de 95 metres de llarg i 2,7 metres de diàmetre sota Broadway. La línia va funcionar per uns pocs mesos, sent tancada després que la companyia no obtingués el permís d'estendre-la.
En la dècada de 1960, Lockheed i el MIT amb el Departament de Comerç dels Estats Units van fer estudis de viabilitat en un sistema de vactrain impulsat per la pressió atmosfèrica ambient i un "pèndol gravitacional assistent" per a connectar ciutats en la Costa Est dels EUA. Van calcular que la velocitat mitjana del viatge entre Filadèlfia i Nova York seria de 174 metres per segon, que és 626 km/h (388 mph).
Quan aquests plans van ser abandonats pel seu elevat cost, l'enginyer de Lockheed LK Edwards va fundar Tube Transit, Inc. per desenvolupar una tecnologia basada en el "transport de gravetat-buit". En 1967 va proposar un Trànsit Gravetat-Buit de l'Àrea de la Badia a Califòrnia que correria al costat del sistema BART, en construcció en aquell moment. Mai va ser construït.

## Ús actual

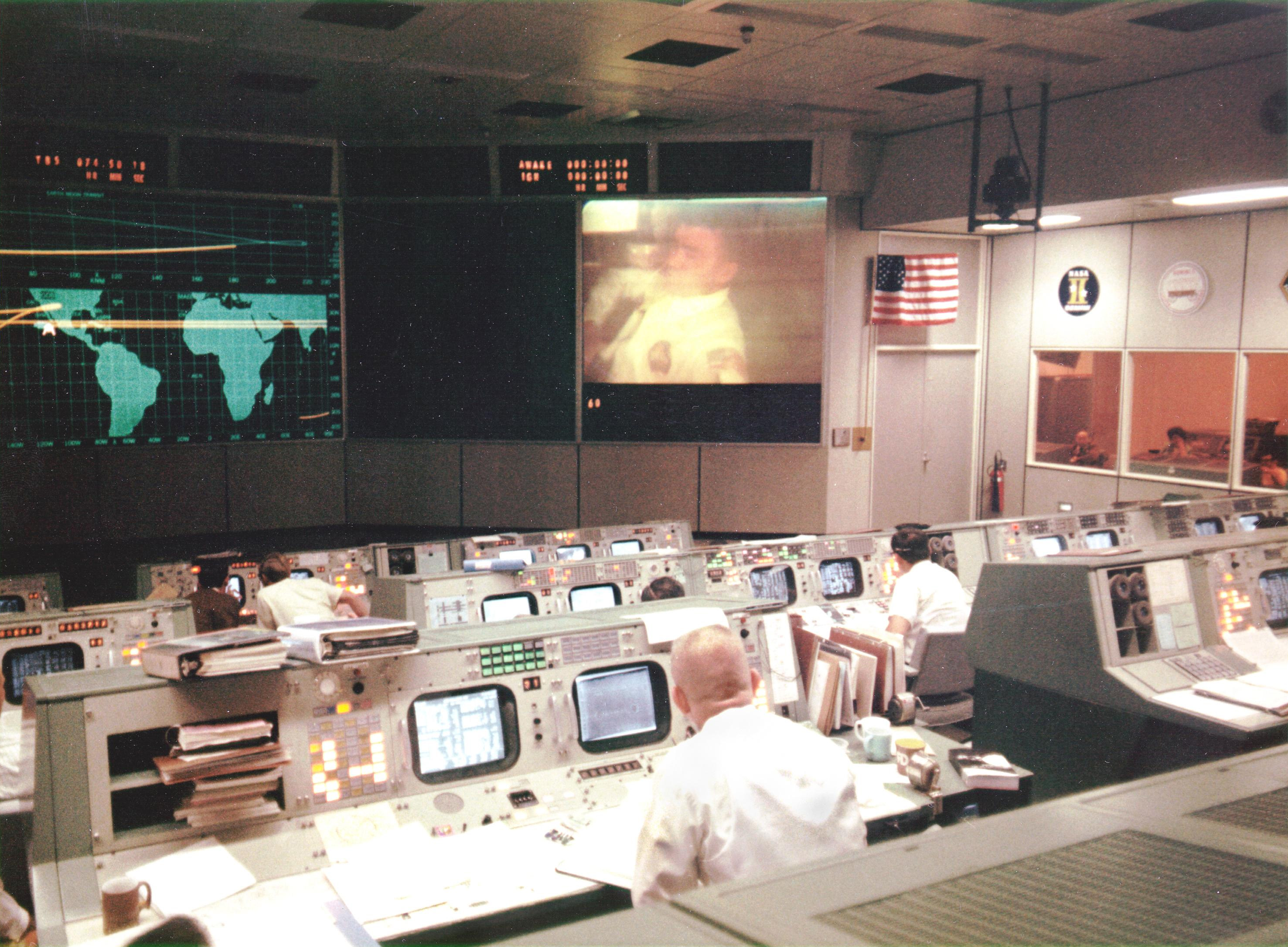
El Centre de Control de Missions de la NASA durant la missió de l'Apol·lo 13.

La tecnologia encara es fa servir en menor escala. Als Estats Units, un gran nombre de bancs que atenen als conductors utilitzen tubs pneumàtics per al transport d'efectiu i documents entre els cotxes i els caixers. La majoria dels hospitals tenen un sistema de tubs pneumàtics controlat per computadora per lliurar els medicaments, els documents i mostres dels laboratoris i estacions d'infermeria. Moltes fàbriques els utilitzen per subministrar peces de forma ràpida a les grans naus. Molts grans magatzems utilitzen aquests sistemes per transportar de manera segura grans quantitats d'efectiu des de les caixes registradores fins a les oficines posteriors i per enviar canvi als caixers. El Centre de Control de Missions original de la NASA a Houston, Texas, tenia tubs pneumàtics connectant les consoles de control amb les sales de suport de personal. L'Aeroport Internacional de Denver és notable per la gran quantitat de sistemes de tubs pneumàtics, incloent un sistema de 25 cm de diàmetre per moure parts d'avió a llocs distants, un sistema de 10 cm per a la venda d'entrades de United Airlines, i un sistema en l'estacionament per al peatge.
A Austràlia, Gran Bretanya i altres països, els tubs pneumàtics s'utilitzen en molts supermercats comuns per enviar missatges i diners al gerent de la tenda.
A Gran Bretanya, la Cambra dels comuns també té un sistema de tubs pneumàtics.

## En la ficció

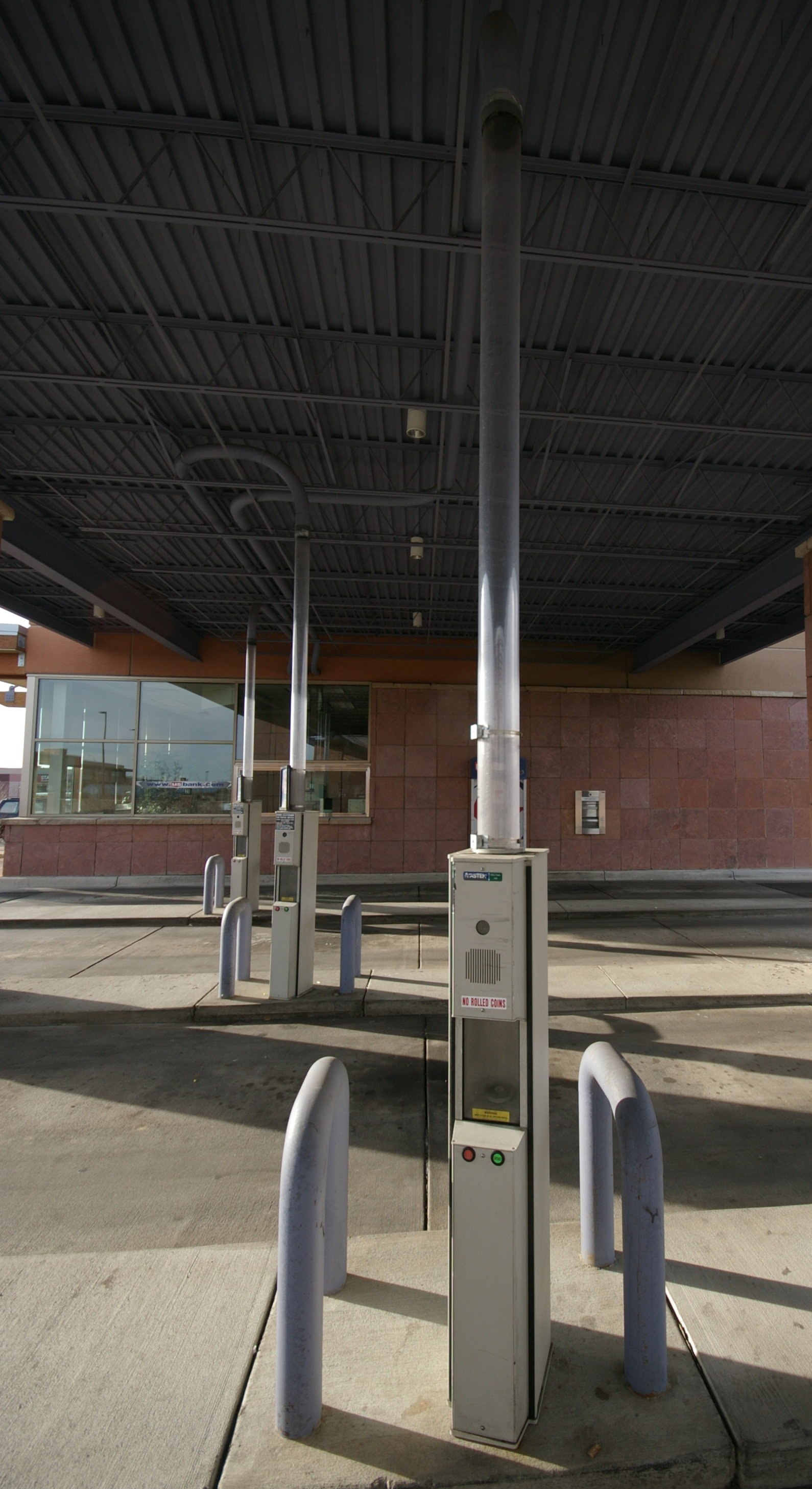
Tubs pneumàtics utilitzats en un banc.

Quan els tubs pneumàtics van començar a utilitzar-se al segle xix, van simbolitzar el progrés tecnològic i s'imaginava que serien comuns en el futur. París al segle XX (1863) de Jules Verne inclou tubs pneumàtics de trens suspesos que s'estendrien a través dels oceans. The Twentieth Century (1882) d'Albert Robida descriu un París en la dècada de 1950 on trens en tubs reemplaçarien als ferrocarrils, el correu pneumàtic seria omnipresent, i les empreses de catering competirien per oferir menjars a les llars a través de tubs pneumàtics. Looking Backward (1888) d'Edward Bellamy té una visió del món en el 2000 on diferents llocs estan interconnectats entre si amb tubs per al lliurament de mercaderies. Un Express de L'Avenir (1888), de Michel Verne qüestiona la sensibilitat d'un metro transatlàntic pneumàtic. En la novel·la La Journée d'un journaliste américain en 2889 (1889) de Michel i Julio Verne, tubs submarins transporten persones més ràpid que els aero-trens i la Societat de Subministrament d'Aliments per a la Llar permet als subscriptors rebre menjar pneumàticament.
Més tard, a causa del seu ús pels governs i les grans empreses, els tubs van començar a simbolitzar la burocràcia. En la novel·la 1984 de George Orwell, els tubs pneumàtics en el Ministeri de la Veritat reparteixen periòdics fins a la taula de Winston, que contenen articles per ser "corregits". (En el mateix any en què Orwell va escriure el seu llibre (1949), la novel·la Gulf de Robert A. Heinlein ofereix una visió més neutral de la seva utilització en la prestació de serveis postals en general.)
El 1985, en la pel·lícula Brazil, que té temes similars a 1984, també s'usen tubs (així com altres tecnologies que semblen anacròniques) per provocar l'estancament de la burocràcia. En el començament de cada episodi de la sèrie de televisió de 1998 Fantasy Island, una fosca versió de l'original, les reserves per als futurs visitants de l'illa són enviats al diabòlic Mr. Roarke per mitjà de tubs pneumàtics des d'una polsegosa i vella agència de viatges, fent que els tubs semblin no tan burocràtics com sinistres.
El fracàs dels tubs pneumàtics malgrat el seu potencial, com es preveia als segles anteriors, els ha col·locat en companyia dels cotxes voladors i dels dirigibles a punt per a l'irònic Retrofuturisme. En la sèrie de 1960 de dibuixos animats Els Supersònics apareixen tubs pneumàtics en els quals les persones podrien entrar, ser aspirades cap amunt i ràpidament ser impulsades cap a la seva destinació. En la sèrie de televisió animada Futurama, situada al segle XXXI, grans tubs pneumàtics són usats a les ciutats per transportar gent, mentre que uns altres més petits s'utilitzen per al transport de correu. Els tubs de Futurama també són utilitzats per descriure la confusió sense fi de la burocràcia: una immensa xarxa de tubs pneumàtics connecta totes les oficines de la Ciutat de Nova York a les "Oficines Buròcrates Centrals", amb totes les càpsules dipositades directament en una enorme pila a la sala de presentació principal, sense classificació o organització.
En la sèrie de televisió nord-americana Lost, l'estació de recerca Pearl de la Iniciativa Dharma té un sistema de tubs pneumàtics. El personatge Locke va posar el seu dibuix del mapa d'una porta blindada en el tub sense una càpsula. Va ser succionat pel tub, indicant que el sistema seguia funcionant. Els tubs de la Perla porten a un dipòsit de càpsules.
En la novel·la de Kurt Vonnegut Escorxador núm. 5 els tubs pneumàtics són usats com un mitjà de transport d'informació d'un lloc a l'un altre quan les notícies són cobertes per articles.